# Rhamat Alhassan
Rhamat Alhassan (Glenarden, 7 settembre 1996) è un'ex pallavolista statunitense, nel ruolo di centrale.

## Biografia
Rhamat Alhassan nasce a Glenarden, nel Maryland. Nel 2013 si diploma all'Academy of the Holy Cross. In seguito studia telecomunicazione e produzione alla University of Florida.

## Carriera

### Club
Inizia la sua carriera a livello giovanile nel Metro American e parallelamente gioca a livello scolastico con la Holy Cross. Dopo il diploma entra a far parte della squadra della Florida, prendendo parte alla NCAA Division I dal 2014 al 2017: nel corso della sua carriera universitaria riceve numerosi riconoscimenti individuali e raggiunge la finale nazionale durante il suo senior year.
Nella stagione 2018-19 firma il suo primo contratto professionistico con le NEC Red Rockets, nella V.League Division 1 giapponese, mentre nella stagione successiva è in Italia, ingaggiata dalla VolAlto Caserta, neopromossa in Serie A1, venendo svincolata nel dicembre 2019: rientra quindi nella massima divisione italiana per il campionato 2020-21, difendendo i colori del Chieri '76. Dopo un biennio in Piemonte, nella stagione 2022-23 si trasferisce al Firenze, sempre nel massimo campionato italiano: al termine dell'annata annuncia il proprio ritiro dalla pallavolo.

### Nazionale
Nel 2014 partecipa con la nazionale Under-20 al campionato nordamericano di categoria, conquistando la medaglia d'oro e venendo premiato come MVP e miglior centrale del torneo.
Nell'estate del 2016 fa il suo esordio nella nazionale maggiore in occasione della Coppa panamericana, torneo nel quale si aggiudica la medaglia di bronzo, venendo inoltre premiata come miglior centrale. Un anno dopo vince la medaglia d'oro nuovamente alla Coppa panamericana, seguita da un altro oro alla NORCECA Champions Cup 2019, dove viene premiata come miglior servizio e miglior centrale. Nel 2022 conquista nuovamente il bronzo alla Coppa panamericana, dove indossa per l'ultima volta la maglia della nazionale.

## Palmarès

### Nazionale (competizioni minori)
- Campionato nordamericano Under-20 2014
- Coppa panamericana 2016
- Coppa panamericana 2017
- NORCECA Champions Cup 2019
- Coppa panamericana 2022

### Premi individuali
- 2014 - Campionato nordamericano Under-20: MVP
- 2014 - Campionato nordamericano Under-20: Miglior centrale
- 2014 - All-America Second Team
- 2014 - NCAA Division I: Ames Regional All-Tournament Team
- 2015 - All-America First Team
- 2015 - NCAA Division I: Austin Regional All-Tournament Team
- 2014 - All-America Third Team
- 2016 - Coppa panamericana: Miglior centrale
- 2017 - All-America First Team
- 2017 - NCAA Division I: Gainesville Regional All-Tournament Team
- 2017 - NCAA Division I: Kansas City National All-Tournament Team
- 2019 - NORCECA Champions Cup: Miglior servizio
- 2019 - NORCECA Champions Cup: Miglior centrale